# Phước Thạnh, Tây Ninh
Phước Thạnh là một xã thuộc tỉnh Tây Ninh, Việt Nam.

## Địa lý
Xã Phước Thạnh có diện tích 20,88 km², dân số năm 2019 là 11.133 người, mật độ dân số đạt 533 người/km².

## Hành chính
Xã Phước Thạnh được chia thành 8 ấp: Phước An, Phước Bình A, Phước Bình B, Phước Đông, Phước Hòa, Phước Hội A, Phước Hội B, Phước Tây.